# Brackley Castle
Brackley Castle är ett slott i Storbritannien.   Det ligger i grevskapet Northamptonshire och riksdelen England, i den södra delen av landet, 90 km nordväst om huvudstaden London. Brackley Castle ligger 109 meter över havet.
Terrängen runt Brackley Castle är platt.Runt Brackley Castle är det ganska tätbefolkat, med 230 invånare per kvadratkilometer. Närmaste större samhälle är Banbury, 13,6 km väster om Brackley Castle. Trakten runt Brackley Castle består till största delen av jordbruksmark.